# Гедеон (Сломінський)
Архімандрит Гедеон (Сломінський; приблизно 1715 — †25 вересня 1772, Межигірський монастир, Київська губернія) — український релігійний діяч доби Гетьманщини, архімандрит Межигірського монастиря, ректор Московської духовної академії. Біблеїст, літургіст, лексикограф.

## Життєпис
Син священника із міста Жовкви на Галичині, юнаком емігрував на Гетьманщину, навчався у Київській духовній Академії.
24 березня 1744 — пострижений в чернецтво у Київському Михайлівському монастирі. 20 серпня 1744 — в сані ієромонаха у Київській академії завідував катедрою піїтики. 1746 — там же завідував катедрою філософії.
Написав працю Cursus philosophiae de rerum divinarum et humanarum cognitionem contendentibus in Academia Mohylo-Zaborowsciana institutus nec non doctis celeberrimorum auctorum commentationibus, quoad fieri potuit, tritus.
1747 — Синод Російської імперії запросив Гедеона разом з Варлаамом Лящевським до Санкт-Петербургу для виправлення Біблії слов'янською мовою.
Початок виправлення слов'янської Біблії було започатковане царем Петром І 14 листопада 1712, але за 30 років справа так і не була зроблена. Гедеон через хворобу довго не міг прибути до Петербурга, прибув наприкінці 1747.
Наказ 1712 мав на меті виправити слов'янську Біблію «погодити її у всьому з грецькою 70 тлумачників». Ту ж мету мали і виправителі пізніше. 14 серпня 1747 Синод дав інструкцію українським перекладачам-лексикографам Лящевському та Сломінському. Усі «зміни в розумі» та «місця темні чи зовсім незгодні з грецькими кодексами» виправителі мали пропонувати на обговорення Синоду, із пропозицією своєї думки. Для «біблійного читання» в Синоді був призначений день — середа. У видах контролю виправителям було наказано вести журнальний запис своїх праць.
Варлаам та Гедеон за 3½ року завершили виправлення і 22 травня 1751 під переписаною начисто останньою Книгою Маккавеїв був зроблений підпис: «закінчена 22 травня 1751 року, опівдні у 2 години 20 хвилин. Слава Тобі, Господи, слава Тобі. Амінь».
У квітні 1752 Біблія надрукована, вона швидко розійшлася. Московська друкарня тоді ж взялася до друку другого видання.
Гедеона поселили у Московському Грецькому монастирі, йому було доручено переглянути надруковану Біблію, і 1754 він надав свої зауваження про друкарські помилки та незрозумілі чи неправильні речення. Праця Варлаама та Гедеона зводилася до того, що вони:
1. Привели глави та вірші в той склад і порядок, який є в найкращих списках грецького тексту, здебільшого в Олександрійському.
2. Вірші яких бракує переклали з грецької.
3. Замінили застарілі вислови новими.
4. Темний текст прояснили більш вірним перекладом.
5. Виправили біблейські генеалогії та хронологію.
6. Випустили паентези, що не належали до священного тексту.
Завдання їх було розширене тим, що вони виправили текст Псалтиря, що був раніше невиправлений, і переглянули Новий Заповіт, зробивши незначні зміни в його тексті.
20 березня 1754 іменний указ Синоду наказав Гедеону бути в Троїцькій лаврі бути ректором.
1758 — призначений ректором Московської Академії та архімандритом Заіконоспаського монастиря.

## Повернення в Україну
1764 — за наказом Синоду повернувся на Гетьманщину, до Києва. Митрополит призначив Гедеона першим членом консисторії. 1768 — переведений до Київського Межигірського монастиря.
25 вересня 1772 — Гедеон помер.